# Lagenosoma pictum
Lagenosoma pictum är en tvåvingeart som beskrevs av Brauer 1882. Lagenosoma pictum ingår i släktet Lagenosoma och familjen vapenflugor. Inga underarter finns listade i Catalogue of Life.